# 海上自衛隊のソナー
本項では、海上自衛隊が使用するソナーについて述べる。

## 水上艦用 (OQS)
主として汎用護衛艦（DD）に搭載されるOQS-1～5を基本として、ヘリコプター搭載護衛艦（DDH）ないしイージス艦向けのOQS-101～102が派生して開発された。

### 第0世代 (輸入機)
海上自衛隊は発足当初、運用艦艇のほとんどがアメリカ合衆国からの貸与によるものであったが、これらの多くは、QB、QC、QJなど第二次世界大戦サーチライト・ソナーを装備していたが、これらの一部は、その後QHBに換装された。
QHBは、アメリカ海軍が初めて配備したスキャニング・ソナーであり、W・W・ベーレンズ・Jrの指揮下に開発されて、1948年より艦隊配備を開始した。基本的には捜索用であり、攻撃時にはQDAサーチライト・ソナーなど、深度を測定できる別のソナーと連接される必要があった。送信機アレイは直径19インチ (48 cm)の円筒形で、48個のステーブを備えており、動作周波数は20～25.5kHzの高周波であったため、探知距離は1,800ヤード (1,600 m)程度に限られたが、全周走査できるというサーチライト・ソナーにはないメリットから、艦隊では好評であった。またサンガモ社によるQHBは、のちにSQS-10に改称し、またマイナーチェンジ版としてSQS-11も開発された。海上自衛隊においては、QHB装備艦艇のほとんどが、のちにAN/SQS-10ないし11へのアップデートを受けており、一部艦艇はさらにAN/SQS-4へ換装している。
搭載艦艇
- はるかぜ型護衛艦（28DD）
- 「あけぼの」, いかづち型護衛艦（28DE）
- あやなみ型護衛艦（30〜33DDK）
- むらさめ型護衛艦 (初代)（30/31DDA）
- いすず型護衛艦（34DE）
- かり型駆潜艇
- かもめ型駆潜艇
- 「はやぶさ」（29PC）
- うみたか型駆潜艇
- みずとり型駆潜艇

### 第1世代 (SQS-4)
AN/SQS-4は、上記のQHBを含むQHシリーズのソナーをもとに周波数8～14kHz、探知距離4,600メートルを狙って開発されたもので、1948年に提案されて、1951年より試験に入り、1954年よりディーレイ級護衛駆逐艦への搭載を皮切りにアメリカ海軍での配備が開始された。OQS-1はAN/SQS-4のライセンス生産型、OQS-12はAN/SQS-31の改良型とされており、またSQS-29Jも装備化されていた。AN/SQS-29はAN/SQS-4のうち8 kHz帯に対応したAN/SQS-4 mod.1を、AN/SQS-31は12 kHz帯に対応したAN/SQS-4 mod.3を、それぞれ改称したものである。
搭載艦
- あきづき型護衛艦 (初代)（アメリカ1957年（昭和32年）度計画艦）
- 「あまつかぜ（35DDG）」
- きたかみ型護衛艦（35DE）
- 「かとり（41TV）」
- およびQHB等装備艦の一部

### 第2世代 (SQS-23)
海上自衛隊では、上記のようなアメリカ製機およびそのライセンス生産機を装備化する一方、国産化も模索していた。昭和37年度計画艦において、アメリカ製最新鋭のAN/SQS-23が装備化されるのと並行して、ほぼ同等の性能を備えた国産機OQS-3が開発・装備化された。これはさらにOQS-101に発展した後、OQS-4によって更新された。

#### OQS-3
海上自衛隊では、まずニッケル磁歪材料を使用したサーチライト・ソナーであるT-1、続いてアルフェロ磁歪材料を使用したスキャニング・ソナーであるT-2を開発したものの、いずれも性能的に不十分であったことから装備化には至らなかった。このことから、昭和30年代前半より、10年後の実用ソナー国産化を目指した試みが開始され、昭和34年から昭和35年にかけてT-3として試作された。この間、やや先行して開発されていたAN/SQS-23の資料が提供され、発振周波数の決定等に活用された。試作機は昭和36年3月に完成して護衛艦「わかば」に搭載され、昭和37年春より海上技術試験に移行した。試験においては相当の不具合が発生したものの、官民一致した努力により克服され、最終的にはAN/SQS-23と同等の条件での探知に至った。昭和39年3月からの実用試験の後、昭和41年に制式化されており、66式探信儀 OQS-3と称される。昭和40年度計画艦より搭載を開始し、最終的に23基が装備化された。なおOQS-3はNEC、OQS-3Aは日立の手による。
本機では、送受波器にはチタン酸バリウムによる電歪振動子を採用した。また受信形式としては、従来のソナーがスキャニング受信を用いていたのに対し、本機では待ち受け受信が採用されたことにより、信号エネルギーを積極的に積分することが可能になり、SN比が大きく改善された。なお、アメリカのAN/SQS-23は周波数4.5～5.5キロヘルツ、探知距離9,100メートルを狙ったものであった。TR-208送信機は大型の艦首ドームに収容されており、チタン酸バリウム電歪振動子による送受波器を432個、48本のステーブとして円筒状に配置していた。
搭載艦
- AN/SQS-23
  - やまぐも型護衛艦（37〜39DDK）
  - たかつき型護衛艦前期型（38/39DDA）
- OQS-3
  - みねぐも型護衛艦（40〜42DDK）
  - たかつき型護衛艦後期建造型（40/41DDA）
  - はるな型護衛艦（43/45DDH）
  - やまぐも型護衛艦（44/46/49DDK）
  - ちくご型護衛艦（42〜48DE）

#### OQS-101
OQS-3と並行して開発された低周波アクティブ/パッシブ・ソナー。やや先行して開発・配備されていたアメリカのAN/SQS-26に匹敵するとされ、また、OYQ-101 対潜情報処理装置（ASW Direction System: ASWDS）との連接に対応している。
開発は遠距離探信装置T-101として着手され、昭和37年度から39年度にかけて研究試作、昭和39・40年度に技術試験を行った。その成果を受けて、再度昭和41年から43年度にかけて試作、昭和44年度に技術試験を行った。昭和45・46年には、実用試験隊（現在の開発隊群）の護衛艦「ありあけ」の艦首部に試作機を搭載する改修を行って、実用試験が行われた。ソナーは直径5メートルに及ぶ大型機であり、これを搭載したために、全長にして5.5メートル、排水量にして230トンの大型化となった。またその大消費電力を賄うため、出力225キロワットのディーゼル発電機も搭載するなど、非常に大規模な改修であったため、工事には1年の年月が費やされた。その後、性能改善試験を経て、昭和49年度に75式探信儀 OQS-101として制式化された。
本機は、日本で初めて収束帯（CZ）、海底反跳（ボトム・バウンス、BB）による長距離探知に対応したソナーである。このため、T-101が試作された当初は、艦のローリングの影響を低減するための動揺修正装置が付加されていたものの、むしろその装置の機械的雑音がソナー探知の障害となることが判明し、撤去された。また低周波発振時の振動に伴うキャビテーションの影響が懸念されたことから、ソナードーム内には脱気器が設置されたものの、こちらも効果は認められなかった。また、操作および信号処理にあたっては、扇形走査指示器（SSI）、LFM（linear frequency modulation）信号の採用および相関処理化、自動利得制御（AGC）、TDI（Target Doppler Indicator）などの新技術が採用された。
本機は相当の高性能を備えていたものの、その代償として相当の大重量であり、仮に3,000トン級護衛艦に搭載する場合には基準排水量の約5％を占める大重量機器を艦首に装備するため特別な配慮が必要とされた。このため、装備艦はしらね型護衛艦（50DDH）のみとされており、当初検討されていたはるな型（43DDH）への後日装備は、最終的に実現しなかった。装備方式はOQS-3と同様に艦首装備式（バウ・ソナー）とされている。
搭載艦
- しらね型護衛艦（50/51DDH）

#### OQS-4
第2次防衛力整備計画以降の対潜護衛艦（DDK）・多用途護衛艦（DDA）では、AN/SQS-23や66式探信儀OQS-3といった低周波ソナーが採用されてきた。これはアスロックの最大射程を発揮しうる探知距離を備えていたものの、特に日本近海では、海洋環境の事情から、実際にはそのような長距離探知は少なく、中距離（数千ヤード程度）での探知・攻撃が中心となっていた。またこれらのソナーは、低周波ゆえに長距離探知を期待しうる一方で探知が不安定なこともあり、海上幕僚監部では、52DDの搭載ソナーとしては、アメリカ海軍のオリバー・ハザード・ペリー級ミサイルフリゲートで採用された中周波数（7.5キロヘルツ級）のAN/SQS-56を候補としていた。
しかし当時、日本では画期的な低周波ソナーであるOQS-101の開発が完了したばかりであり、その搭載艦を2隻にとどめて海外製品の輸入に転じることは、防衛装備上問題があると考えられた。またOQS-101の開発を通じて確立・蓄積された国内技術を活用すれば、新型機導入に伴うリスクを低減し、新規開発によることなく生産可能と見積もられたことから、AN/SQS-56の輸入ではなくこちらが選択されることになった。これによって開発されたのがOQS-4である。
OQS-101で部分的なデジタル化が着手されていたが、本機では大幅に拡大された。ただし完全デジタル化されたOQS-102やOQS-5ほどではなく、過渡期的なものであった。主要構成部を半導体化することで小型軽量化が図られるとともに、送受波器の素子を独立型とすることで、素子故障時には当該素子のみを交換すれば済むようになり、整備性の向上も図られた。またデジタル化の恩恵として、信号処理技術の向上と処理信号量の増加がもたらされ、表示形式の追加もあり、操作性・探知性の向上が図られた。またあさぎり型の最終艦（61DD）ではOYQ-101 対潜情報処理装置（ASWDS）と連接された。
装備要領は、OQS-3やOQS-101が艦首装備式（バウ・ドーム）であったのに対し、OQS-4でははたかぜ型を除き艦底装備式（ハル・ドーム）となっている。ハル・ドームは、52DD搭載のOQS-4では従来通りの全鋼製とされたが、58DD搭載のOQS-4Aではラバー・ドーム化され、以後の護衛艦用ソナーではラバー・ドームが標準となった。
搭載艦
- はつゆき型護衛艦（52〜57DD）
- あさぎり型護衛艦（58〜61DD）
- はたかぜ型護衛艦（56/58DDG）

### 第3世代 (OQS-X)
技術研究本部第5研究所では、1978年（昭和53年）度から1982年（昭和57年）度にかけてアクティブソナー目標類別装置の研究を行なうなどの要素研究が重ねられていた。これを踏まえて、アクティブソナーやTACTASSなど複数のソナーを統合して海洋条件および用途に応じた信号処理を行なうことで運用の適正化を可能とするソナー・システム（OQS-X）の開発が着手された。
1984年（昭和59年）度から1986年（昭和61年）度にかけて試作、1986年（昭和61年）度から1987年（昭和62年）度にかけて技術試験が行なわれ、1988年（昭和63年）度から1989年（平成元年）度にかけて特務艦「あきづき」に搭載されての実用試験が行なわれた。OQS-Xは実用化されなかったものの、信号処理・類別技術や信号処理の共通化技術、ラバー製のソナードーム等はOQS-102およびOQS-5ソナーに採用されたとされている。

#### OQS-102
OQS-101の発展型であり、OYQ-102 対潜情報処理装置（ASWCS）との連接に対応している。おおむねアメリカのAN/SQS-53Cに匹敵するとされている。
搭載艦
- こんごう型護衛艦（63/02/03/05DDG）

#### OQS-5
OQS-4の後継となる低周波アクティブ・ソナー。OYQ-103 対潜情報処理装置（ASWCS）との連接に対応している。たかなみ型ではOQS-5-1に発展した。
搭載艦
- むらさめ型護衛艦（03〜09DD）
- たかなみ型護衛艦（10〜13DD）

### 第4世代 (OQS-XX)
1987年（昭和62年）から1988年（昭和63年）度に部内研究、1989年（平成元年）から1990年（平成2年）度に研究試作を行い、1990年（平成2年）および1992年（平成4年）度の所内試験を踏まえて1992年（平成4年）から1994年（平成6年）度にかけて試作を行い、試作機であるOQS-XXは試験艦「あすか」（04ASE）に搭載された。1995年（平成7年）から1996年（平成8年）度に技術試験、1997年（平成9年）から1998年（平成10年）度の実用試験を行い、所期の性能を満足していることが確認され、2001年（平成13年）に01式水上艦用ソーナーとして制式化された。

#### OQQ-21
まずひゅうが型（16/18DDH）にOQQ-21が搭載された。これはOQS-XXをもとにした実用機として艦首装備の巨大なシリンドリカル・アレイ（CA）・ソナーと、艦底装備の長大なフランクアレイ（FA）・ソナーを備えており、また、アメリカのAN/SQQ-89(V)15に範をとって、ソノブイ信号処理装置（SDPS）や信号処理装置、対潜情報処理装置（ASWCS）の機能まで包括しての分散システム化が行なわれている。
CAソナーとFAソナーは機能を分担しており、これにより、遠距離から近距離まで、深海域から浅海域まで、多様な作戦環境で所要の探知性能を確保できるようになっている。またOQS-XXの試作後に新開発（平成9年より研究試作）された広帯域素子技術を適用することで、長距離の対潜捜索用の低周波とともに、高周波による障害物回避能力も並立させることに成功した。また聴音機としての機能には曳航ソナーの技術も応用されている。

#### OQQ-22
OQQ-22はあきづき型（19DD）に搭載されたもので、OQQ-21をもとにフランクアレイ・ソナーを省く一方でOQR-3 TACTASSを統合している。信号処理などに用いる標準計算機盤としては引き続きAN/UYQ-70が採用されている。

#### OQQ-23
OQQ-23はいずも型（22DDH）に搭載されたもので、OQQ-22のシリンドリカルアレイ・ソナーのみとして、フランクアレイ・ソナーも曳航ソナーも省いた構成となっている。また同型では個艦の対潜兵器も搭載しないことから、対潜情報処理装置も省かれている。

#### OQQ-24
OQQ-24はあさひ型（25DD）へ搭載されたもので、OQQ-22をもとに、曳航ソナーをOQR-4に更新するとともに、バイ/マルチ・スタティック対応機能を強化したものとされている。これは、発信と受信を異なる艦船が行うことで、より高い精度を発揮するというものである。

### 曳航ソナー (OQR)
アメリカの戦術曳航ソナー（TACTASS）の同級機としてえい航式パッシブソーナーを国内開発により装備しており、はつゆき型とあさぎり型に後日装備されたOQR-1、むらさめ型、たかなみ型、こんごう型に装備されたOQR-2、あきづき型（2代目）に装備されたOQR-3、あさひ型（2代）に装備される予定のOQR-4がある。

### 可変深度ソナー (OQA)
アメリカのAN/SQA-10の日本版としてOQA-1がある。これは昭和40年代に装備化されており、OQS-12/14と連携させて運用されたが、原型機と同様に運用は限定的なものだった。その後、アメリカ製のAN/SQS-35 IVDSが導入され、SQS-35(J)として運用された。

## 潜水艦用
海自が初めて運用した国産潜水艦である「おやしお」（31SS）では、探信儀としては試製56式B探信儀1型JQS-1、聴音機としては試製56式B聴音機JQO-1が搭載された。続いて、1次防では局地防衛用の対潜戦用潜水艦（SSK）が整備され、昭和34年（1959年）度計画で建造されたはやしお型では、聴音機はJQO-3およびJQO-4、探信儀はJQS-2とされ、続く昭和35年（1960年）度計画で建造されたなつしお型では探信儀はJQS-3に更新された。その翌年度計画の「おおしお」は設計を一新した大型潜水艦（SSL）であるが、水測装備は35SSKと同様である。2次防では36SSLの系譜となる大型潜水艦が整備されたが、その第1陣となるあさしお型（38SS）では聴音機はJQO-3BおよびJQO-4Bに更新されるとともにJQO-5が追加され、また探信儀はアメリカ製のSQS-4に更新された。
うずしお型（42SS）では、聴音機は脅威受信機等と統合されて多機能を有する初の複合ソナーとしてZQQ-1に更新された。これは直径10フィート (3.0 m)のアレイを備えたDIMUS（Digital Multi-beam Steering）ソナーであった。後期建造艦では、順次に改良型のZQQ-2、ZQQ-3に更新された。またこれらのZQQ-1/2/3では探信儀も併載されており、当初は38SSと同じSQS-4が、後期建造艦ではSQS-36(J)が採用された。
ゆうしお型（50SS）では、探信儀は引き続きSQS-36(J)とされたが、複合ソナーは初めて完全デジタル化されたZQQ-4とされ、ZYQ-1潜水艦指揮管制装置と連接された。また曳航ソナー（輸入によるAN/BQR-15）も後日装備されている。準同型艦のはるしお型（61SS）では、ZQR-1曳航ソナーを統合したZQQ-5とされた。おやしお型（05SS）ではさらに船体側面のフランクアレイ・ソナーを統合したZQQ-6、そうりゅう型（16SS）では改良型のZQQ-7、たいげい型（29SS）ではZQQ-8が採用されている。

## 飛行艇・回転翼機用 (HQS)
対潜哨戒用の回転翼機や飛行艇に搭載するための吊下式ソナーも開発・運用されている。
- HQS-101：PS-1向け。アメリカ海軍のAN/AQS-6を参考にした試作機HQS-101Xのほか、改良型HQS-101B及びCがある[27]。
- HQS-102：HSS-2B向け、初の国産ヘリコプター用ソナー。RDT送信方式による探知距離の延伸、FM送受信による残響低減、小型軽量化が図られた[28]。
- HQS-103：SH-60J向け。AN/AQS-18の送受波器を使用して音響信号処理部を国産化したものとされる[29]。
- HQS-104：SH-60K向け

## 機雷探知機 (ZQS)
機雷戦分野におけるソナーの開発は、潜水艦よりも機雷のほうが目標としてはるかに小さく、また静止しているためドップラー効果を利用できないなどの困難が多いこともあって、対潜用と比して遅れることとなった。しかし朝鮮戦争の影響もあり、1950年には、まずアメリカ海軍で機雷探知用のAN/UQS-1（周波数100キロヘルツ）が実用化され、これは保安庁警備隊時代の昭和28年度計画で試験的に建造された「やしろ」およびあただ型で搭載された。続くかさど型ではライセンス生産による65式機雷探知機ZQS-1が搭載され、18番艇以降では68式機雷探知機ZQS-1Aに移行した。またZQS-1Bは掃海母艦「はやせ」（44MST）および機雷敷設艦「そうや」（44MMC）に搭載された。
また第3次防衛力整備計画で導入されたたかみ型（42MSC）では、まずイギリスのプレッシー社製の193型が搭載された。これは、機雷探知用の100キロヘルツに加えて、より高周波の300キロヘルツにも対応することで機雷の類別も可能にした画期的な機種で、従来の機雷掃海に加えて、機雷掃討という新しい運用概念を具現化する原動力となった。パルス幅は100マイクロ秒、水平方向のビーム幅は1.0度ないし0.3度であった。また3番艇（43MSC）以降ではこれをベースに開発されたZQS-2に移行し、これははつしま型（51MSC）にも搭載された。またこれをもとに中深度に対応して発展したZQS-3はうわじま型（63MSC）で搭載された。
ペルシャ湾派遣の教訓を取り入れたすがしま型（07MSC）では再びイギリス製の2093型が搭載されたが、続くひらしま型（16MSC）・えのしま型（20MSC）では、ZQS-3をもとに開発されたZQS-4が搭載された。これは、技術研究本部においてZQS-Xとして平成4年度から平成10年度にかけて開発されたもので、広帯域化・高度画像処理化により雑音を低減するなどの改良が施されており、探知性能が高く評価されたことから、あわじ型掃海艦においてもVDS版を開発して搭載する予定とされている。

## 水中固定聴音機
アメリカ海軍のSOSUSは極東地域にも展開しており、海上自衛隊でも水中固定聴音装置を設置・運用しているが、公式情報は少なく、設置箇所や運用方法の公表は差し控えられている。ただし、1973年及び1974年に津軽海峡や対馬海峡への設置が国会答弁されている。
機器について、1970年代には67式水中固定聴音機LQO-3 16基の取得が計画されていた。これは受波器48個を直径約3.75メートルの円周上におのおの垂直かつ等間隔に配列したもので、聴音周波数範囲は300～5,000ヘルツであった。一部は1980年代にLQO-3Aに更新された。これらの機材は純国産であり、海峡ごとに複数基設置されたが、性能は芳しくなく、潜水艦の探知距離も近距離に留まっていたとされている。より低周波数に対応したLQO-4も1970年代より開発が開始され、1990年頃より配備・運用に至っている。その後も、水中固定聴音装置はLQO-4B、LQO-5、LQO-6が開発されている。
1990年代、松前警備所を拠点に日本海へも固定聴音網が展開していると推測されており、下北海洋観測所及び沖縄海洋観測所も固定聴音網の関連設備と考えられていた。
2015年9月、第189回国会において平和安全法制関連2法案が成立する直前に、沖縄県うるま市の海上自衛隊沖縄海洋観測所沿岸から海中に長く延びる2組のケーブル埋設痕らしき画像が、ドローン（小型無人機）を用いて撮影され公開された
。同月統合幕僚長は記者会見にて「SOSUSの日米一体運用の事実はない」と答えている。